# Łebno (gromada)
Łebno – dawna gromada, czyli najmniejsza jednostka podziału terytorialnego Polskiej Rzeczypospolitej Ludowej w latach 1954–1972.
Gromady, z gromadzkimi radami narodowymi (GRN) jako organami władzy najniższego stopnia na wsi, funkcjonowały od reformy reorganizującej administrację wiejską przeprowadzonej jesienią 1954 do momentu ich zniesienia z dniem 1 stycznia 1973, tym samym wypierając organizację gminną w latach 1954–1972.
Gromadę Łebno z siedzibą GRN w Łebnie utworzono – jako jedną z 8759 gromad na obszarze Polski – w powiecie wejherowskim w woj. gdańskim na mocy uchwały nr 26/III/54 WRN w Gdańsku z dnia 5 października 1954. W skład jednostki weszły obszary dotychczasowych gromad Łebno, Zęblewo, Łebieńska Huta i Będargowo (bez miejscowości Borowiec) ze zniesionej gminy Wielki Donimierz w tymże powiecie. Dla gromady ustalono 18 członków gromadzkiej rady narodowej.
1 stycznia 1960 do gromady Łebno włączono miejscowości Smażyno, Głodowo i Wyżne Pólko ze zniesionej gromady Smażyno w tymże powiecie.
31 lipca 1968 gromadę zniesiono, a jej obszar włączono do gromad: Strzepcz (miejscowości Smażyno i Wyższe Pólko) i Szemud (miejscowości Bagielnica, Będargowo, Czyściec, Głodowo, Karwino, Łączny Dół, Łebno, Łebieńska Huta, Otalżyno, Różny Dąb, Stary Młyn, Szopa, Zęblewski Młyn i Zęblewo) w tymże powiecie.